# Teatr Cieszyński w Czeskim Cieszynie
Teatr Cieszyński w Czeskim Cieszynie (cz. Těšínské divadlo v Českém Těšíně) – teatr w Czeskim Cieszynie, założony w 1945.

## Historia
Teatr został założony po czeskiej stronie Cieszyna po II wojnie światowej w 1945. Najpierw jako zależny od Narodowego Teatru Morawskośląskiego w Ostrawie. Usamodzielnienie nastąpiło w 1946. Jako Teatr Śląska Cieszyńskiego posiadał salę w budynku obecnego Hotelu Piast. Teatr liczył 118 pracowników, jego dyrektorem został aktor Antoni Brož. Instytucję upaństwowiono w 1948. Utraciła wówczas swój muzyczny charakter. W 1961 ukończona została budowa nowej siedziby dla Teatru Cieszyńskiego przy ul. Ostrawskiej. Od 1991 teatr nosi obecną nazwę. Posiada trzy zespoły teatralne: Scenę Czeską, Scenę Polską oraz Scenę Lalek Bajka.
Oddzielna Scena Polska powstała przy Teatrze Cieszyńskim w Czeskim Cieszynie w 1951, ma własny zespół artystyczny. Główną rolę w powstaniu Sceny Polskiej odegrał aktor Władysław Niedoba. Pierwszym przedstawieniem wystawionym na Scenie Polskiej było Wczoraj i przedwczoraj Aleksandra Maliszewskiego w reżyserii Władysława Delonga. Scena Polska jest w pełni zawodowym teatrem polskim działającym na Zaolziu, służąc przede wszystkim Polakom mieszkającym w Czechach.
Zespół występował również w Polsce, m.in. w Cieszynie, Rudzie Śląskiej, Gorlicach.